# Максименко, Константин Иванович
Константи́н Ива́нович Максиме́нко (укр. Костянтин Іванович Максименко; 29 мая 1914, п. Вознесенск, Екатеринославская губерния, Российская империя (ныне Запорожский район, Запорожская область, Украина) — 15 ноября 1994) — украинский советский механизатор, Герой Социалистического Труда.

## Биография
Родился в 1914 году в посёлке Вознесенск (теперь Запорожский район Запорожской области) в семье рабочих. По национальности украинец.
Константин Иванович в молодости стал рабочим прославленного на всю страну запорожского завода «Коммунар». Но долго работать здесь ему не пришлось, так как в 1936 году его призвали в Советскую Армию. Затем началась Великая Отечественная война, и его солдатская служба затянулась на целых десять лет. Пройдя суровую школу фронтовой жизни от первого до последнего дня войны, он только в 1946 году вернулся в родной Запорожье.
Годы армейской службы сблизили его с техникой, привили любовь к машинам. Демобилизованный воин решил стать сельским механизатором. В течение десяти лет (1946—1955 года) он работает старшим механиком Михайловской машинно-тракторной станции Запорожской области, затем подсобного хозяйства «Яковлева» завода «Запорожсталь».
Когда пришла пора больших перемен в сельском хозяйстве, партия взяла курс на резкое расширение посевных площадей на востоке страны. Константин Иванович отправляется в далекие степи Казахстана на освоение целинных земель.
С первого дня он возглавил только что созданную тракторную бригаду Кустанайской области. Инициативный и трудолюбивый работник-коммунист, он с увлечением принялся за дело. Закрепленная за ним техника всегда находилась в рабочем состоянии. Благодаря этому бригада со значительным опережением графика выполняла любые задачи.
В 1955—1956 годах механизаторы бригады Максименко распахали четыре тысячи гектаров целины, превратив их в плодородные нивы. С этой площади в 1956 году было получено по 17,6 центнера зерна с гектара.
Свой опыт работы Константин Иванович охотно передавал молодым, прививая им серьезное отношение к жизни и работе, воспитывая из них достойных строителей нового общества. Десятки молодых людей с помощью бригадира получили дипломы высококвалифицированных трактористов и комбайнеров.
За активное участие в освоении целины и получения высоких урожаев на больших массивах Указом Президиума Верховного Совета Союза ССР от 11 января 1957 года Максименко Константин Иванович был удостоен высокого звания Героя Социалистического Труда.
Предоставив казахстанским целинникам братскую помощь в их благородном деле, прославленный украинский механизатор вернулся на родину в Запорожскую область и продолжал самоотверженно работать.